# Seututie 533
Pour les articles homonymes, voir Route 533.
La route régionale 533 (finnois : Seututie 533) est une route régionale allant de Leppävirta jusqu'à Tihusniemi à Pieksämäki en Finlande,,.

## Présentation
La seututie 533 est une route régionale de Savonie du Nord.

## Parcours
- Leppävirta
  - centre de Leppävirta
  - Sorsakoski
- Pieksämäki
  - Tihusniemi